# Alisson (football, juin 1993)
Pour les articles homonymes, voir Allison.
Alisson Euler de Freitas Castro, plus connu sous le nom d'Alisson, né le 25 juin 1993 à Rio Pomba, est un footballeur brésilien qui évolue au poste d'ailier droit avec le São Paulo FC.

## Biographie
Avec l'équipe du Brésil des moins de 20 ans, il remporte le Tournoi de Toulon en 2014. Il se met en évidence en inscrivant un but en finale face à l'équipe de France.
Après avoir fait ses débuts professionnels avec le Cruzeiro, il rejoint en 2018 le club de Grêmio, même si le club de Belo Horizonte garde une partie des droits sur une potentielle revente du joueur.
Il remporte deux titres de champion du Brésil, une Coupe du Brésil, et un Championnat Miniero avec Cruzeiro. Il gagne également la Recopa Sudamericana et le Championnat Gaúcho avec Grêmio. En 2018, il remporte également le prix du plus beau but de la compétition.
Avec Grêmio, il atteint à deux reprises les demi-finales de la prestigieuse Copa Libertadores. Tout d'abord en 2018, en étant battu par le club argentin de River Plate. Puis en 2019, en étant éliminé par l'équipe brésilienne de Flamengo.

## Palmarès

### En club
- Cruzeiro -20 ans
  - Champion du Brésil des moins de 20 ans en 2010 et 2012

- Cruzeiro
  - Champion du Brésil en 2013 et 2014
  - Vainqueur de la Coupe du Brésil en 2017
    - Finaliste de la Coupe du Brésil en 2014

  - Vainqueur du Championnat Miniero en 2014
    - Finaliste du Championnat Miniero en 2017

- Grêmio
  - Vainqueur de la Recopa Sudamericana en 2018
  - Vainqueur du Championnat Gaúcho en 2018 et 2019

### En sélection
- Équipe du Brésil des moins de 20 ans
  - Vainqueur Tournoi de Toulon en 2014